# Paul Bersez
Paul Bersez, né le 22 janvier 1857 à Viesly (Nord) et mort le 27 août 1940 à Paris, est un homme politique français.

## Biographie

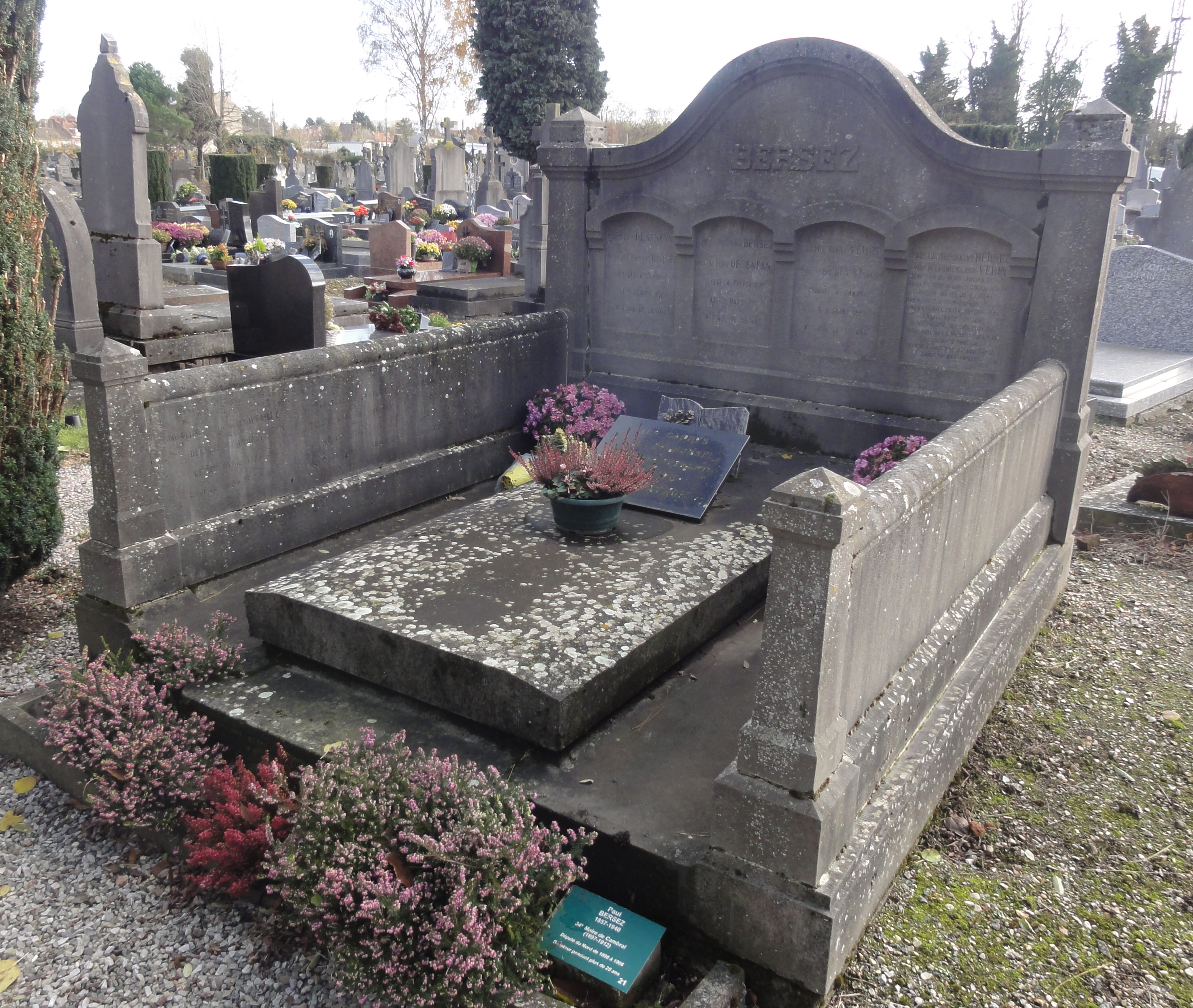
Sa tombe.

Conseiller d'arrondissement de 1895 à 1904, Paul Bersez est élu conseiller municipal de Cambrai en 1896, devient maire un an plus tard et le demeure jusqu'en 1912.  Conseiller général du Nord pour le canton de Cambrai-Ouest à partir de 1904, il préside le Conseil général de 1908 à 1910.
Il est ensuite élu député de la 1re circonscription de Cambrai de 1898 à 1906.
Sénateur du Nord de 1906 à 1933, il s'inscrit au groupe de la Gauche démocratique. Élu le 7 janvier 1906, il est réélu les 11 janvier 1920, 6 janvier 1924 et 10 janvier 1933.
Réfugié à Arcachon au moment de la débâcle de juin 1940, il n'est pas présent à Vichy le 10 juillet suivant pour le vote des pleins pouvoirs au maréchal  Pétain et meurt à Paris le 27 août. Il est enterré dans le cimetière de la Porte Notre-Dame à Cambrai.

## Sources
- « Paul Bersez », dans le Dictionnaire des parlementaires français (1889-1940), sous la direction de Jean Jolly, PUF, 1960 [détail de l’édition]